# Cameria
Ne doit pas être confondu avec l'antique Camerinum en Ombrie (Camerino)
Cameria (appelée aussi Camerium,) est une ville latine située au nord-est de Rome, vraisemblablement entre le Tibre et les monts Sabins. Elle est conquise par Rome à l'époque de la royauté et est détruite après une révolte contre les autorités romaines en 502 av. J.-C..
Ses habitants se nomment les Camerini.

## Géographie
L'emplacement de Cameria n'est plus connu avec certitude, mais l'emplacement moderne le plus probable est la ville de Palombara Sabina, construite sur une colline près du pied du Monte Zappi (it).

## Historiographie et archéologie
Pour les historiens et annalistes gréco-romains, ce conflit est peu significatif. En effet, Tite-Live qui raconte la fondation de Rome, ne mentionne pas cette guerre. Denys d'Halicarnasse mentionne les deux guerres de Rome contre Cameria, la première sous la direction de Romulus et de Titus Tatius et la seconde uniquement sous le commandement de Romulus. Plutarque évoque la bataille de Romulus mais sans parler du triomphe qui s'ensuit.
P. M. Martin dans son premier tome « De la Rome royale au consensus républicain » de son ouvrage L'Idée de royauté à Rome en 1982 évoque le fait que la première guerre entre Rome et Cameria racontée uniquement par Denys d'Halicarnasse n'aurait qu'une fonction de remplissage pour montrer la diarchie entre Romulus et Titus Tatius. Pour les auteurs de l'Antiquité, cette guerre ou ces deux guerres n'ont aucun évènement majeur qui sorte d'une guerre ordinaire pour l'époque.
Pour Filippo Coarelli, les découvertes archéologiques, réalisées à la fin du XIXe siècle av. J.-C. par Giacomo Boni qui ont révélé le lapis niger, permettent de valider l'arrivée du quadrige et la construction de la statue de Romulus après le second conflit entre Rome et Cameria.

## Histoire
Cameria est l'une des villes les plus anciennes du Latium, ayant été établie comme une colonie d'Albe la Longue, bien avant la fondation de Rome. Diodore de Sicile attribue sa fondation à Latinus Silvius, l'un des rois d'Albe,. Elle est comptabilisée parmi les Prisci Latini, les anciennes villes latines dont les habitants sont considérés comme les Aborigènes ; c'est-à-dire ceux qui y ont vécu ab origine (« depuis le début »),. Il n'est pas certain que son nom soit lié à celui de Camertés, le nom de deux personnages mythologiques auxquels Virgile fait allusion.

### Conquête romaine
Lors du premier conflit, Denys d'Halicarnasse raconte que dans les premières années de la royauté romaine, les Camerini profitent d'une épidémie à Rome pour se révolter contre la domination romaine et entrent en conflit avec les Romains dirigés par Romulus, le légendaire fondateur et premier roi de Rome, et Titus Tatius, le chef de la population sabine à Rome, qui règne aux côtés de Romulus pendant cinq ans. Selon Denys d'Halicarnasse, l'expédition contre les Camerini est la seule entreprise militaire entreprise ensemble par les deux rois.
Le territoire romain est à ce moment régulièrement attaqué par des irréguliers de Cameria, et la ville ignore les demandes répétées des Romains d'arrêter les « voleurs » ou de réparer d'une autre manière les dommages causés aux propriétés romaines,,. Romulus et Titus Tatius marchent alors sur Cameria, battent les Camerini dans une bataille rangée où Plutarque évoque 6 000 morts, puis assiègent la ville, qu'ils prennent d'assaut. Les Camerini sont désarmés et un tiers de leur territoire est saisi par Rome et attribué à son peuple, qui commence à s'installer dans l'ancien territoire de Caméria en créant une colonie. 
Lors du seconde conflit, les Camerini commencent alors à harceler les colons romains, dans l'espoir de les chasser. Romulus marche contre les Camerini une seconde fois, disperse rapidement leurs hommes et s'empare du territoire restant de la ville. Une colonie romaine est envoyée à Cameria, mais environ 4 000 Camerini sont invités à s'installer à Rome, où ils sont répartis entre les trente curies. Denys d'Halicarnasse n'indique pas si ou combien de Camerini sont autorisés à rester dans leur maison ancestrale. Parmi le but rapporté par Romulus, un quadrige d'airain est rapporté à Rome, il est placé dans le sanctuaire en l'honneur de Vulcain, dieu du feu et de la forge. Une autre statue à l'image de Romulus, comportant une inscription peut être en grecque ou alors indéchiffrable pour les Romains du début de l'Empire, est élevée à côté du quadrige.

### Nouvelle conquête romaine et destruction

Bataille et destruction du pont Sublicius en 508 av. J.-C..

Selon Tite-Live, Cameria est l'un des Prisci Latini pris par Tarquin l'Ancien, le cinquième roi de Rome, lors de sa dernière campagne, avec Corniculum, Ficulea, Crustumerium, Ameriola (it), Medullia et Nomentum. Denys d'Halicarnasse raconte que Cameria s'est soumise à Tarquin l'Ancien après avoir reçu des conditions de reddition favorables, ce qu indique que la ville avait retrouvé son indépendance depuis sa conquête antérieure.
Après l'expulsion de Tarquin le Superbe, septième et dernier roi romain, en 509 av. J.-C., Cameria est l'une des villes qui se rallient à Octavius Mamilius, dictateur de Tusculum et gendre de Tarquin le Superbe,. Octavius Mamilius dirige une coalition de villes latines dans une tentative de restaurer Tarquin le Superbe sur le trône, avec l'aide du roi étrusque Porsenna de Clusium,. Octavius Mamilius marche avec l'aide de Porsena à la tête d'une armée composée de Tusculans, Camerini et Antemnates, mais ses forces ne peuvent entrer dans la ville à la suite de la destruction du pont Sublicius et décident plutôt de ravager la campagne romaine.
En 504 av. J.-C., Cameria est l'une des deux villes latines, avec Fidènes, qui rejoint les Sabins pour faire la guerre à Rome. Les Sabins et leurs alliés sont vaincus et Fidènes est prise d'assaut, ce qui n'empêche pas les Sabins et Cameria de reprendre les hostilités l'année suivante.
En 502 av. J.-C., le consul Opiter Verginius Tricostus entreprend la guerre avec Cameria, fait marcher ses forces vers la ville sous le couvert de l'obscurité et organise une attaque surprise à l'aube. Dans la confusion, les Camerini ne peuvent organiser la résistance ou la capitulation, et la ville est rapidement prise. Le consul romain permet le pillage de la ville, fait exécuter les chefs responsables de la guerre contre Rome, raser la ville et vendre les survivants en esclavage car la cité n'a pas fait de demande de reddition. La cité est définitivement détruite par les Romains et n'est pas reconstruite,,.
La dernière mention de Cameria dans l'histoire romaine se produit en 501, lorsqu'un groupe d'exilés de Cameria, ainsi que des exilés de Fidènes, se joignent à Octavius Mamilius pour exhorter la Ligue latine à faire la guerre à Rome. Denys d'Halicarnasse ne mentionne pas Cameria parmi les villes de la Ligue latine qui se sont jointes à Octavius Mamilius et Tarquin le Superbe en 498. Pline l'Ancien inclut Cameria dans une liste de villes latines qui n'existent plus au Ier siècle.

## Héritage
Le surnom de famille Camerinus est porté par la plus ancienne famille de la gens Sulpicii, l'une des familles patriciennes les plus illustres de la Rome antique, et indique probablement que les Sulpicii sont originaires de Cameria. Les membres de cette famille ont fréquemment occupé les plus hautes fonctions de l'État romain depuis les premières années de la République jusqu'au IIe siècle et leur nom apparaît à la fin de l'histoire romaine,. Tacite rapporte que les Coruncanii sont également de Cameria.

### Sources anciennes
: document utilisé comme source pour la rédaction de cet article.
- Aurelius Victor, Origo gentis Romanae. .
- Denys d'Halicarnasse, Antiquités romaines. .
- Diodore de Sicile, Bibliothèque historique (lire sur Wikisource). .
- Dion Cassius, Histoire romaine (lire sur Wikisource).
- Pline l'Ancien, Histoire naturelle (lire sur Wikisource). .
- Plutarque, Vie de Romulus (lire sur Wikisource). .
- Tacite, Annales (lire sur Wikisource). .
- Tite-Live, Histoire romaine (lire sur Wikisource). .
- Virgile, L’Énéide (lire sur Wikisource). .

### Sources modernes
- Claudine Auliard, « Les esclaves dans les butins républicains des premiers siècles de la conquête », Actes du Groupe de Recherches sur l’Esclavage depuis l’Antiquité,‎ 2002, p. 51-64 (lire en ligne, consulté le 3 juillet 2022). .
- Dominique Briquel, Romulus, jumeau et roi : Réalités d'une légende, 2018, 480 p. (ISBN 9782251448534), p. 329-335.
- (de) Christian Hülsen, « Cameria », Realencyclopädie der classischen Altertumswissenschaft, vol. III, no 1,‎ 1897 (lire en ligne, consulté le 9 juillet 2022).
- (it) Francesco Ribezzo, « Fatti, fonti e metodi di studio per la toponomastiea di Roma e del Lazio delle origini », Revue internationale d'onomastique, no 1,‎ 1948, p. 29-48 (lire en ligne, consulté le 3 juillet 2022).
- (en) William Smith, Dictionary of Greek and Roman Geography, Little, Brown & Company, 1854, 2491 p. (lire en ligne). .